# D. Aubrey Moodie
Douglas Aubrey Moodie (* 22. Juli 1908 in Bells Corners, Nepean Township, Ontario; † 17. Mai 2008) war von 1954 bis 1969 Bürgermeister des Nepean Township in Ontario und war besser bekannt als „Father of Nepean“ („Vater des Nepean“).

## Leben
Moodie, ein Landwirt, kam 1950 als stellvertretender Bürgermeister in den Stadtrat von Nepean und arbeitete in dieser Position, bis er vier Jahre später zum Bürgermeister ernannt wurde. Er war von 1973 bis 1976 Mitglied des Stadtrates von Nepean. Im Jahr 1958, während seiner Bürgermeisterzeit, wurden einige Steuersenkungen initiiert, um den Gebäudebau in der Stadt zu fördern. Außerdem betrieb er Lobbyarbeit für den Bau des Queensway-Carleton Hospital.
Bis zum Januar 2005 lebte Moodie in einer Einrichtung für betreutes Wohnen in Richmond, Ontario in guter gesundheitlicher Verfassung. Seine Autobiographie, The Spirit of Nepean (ISBN 0973335505), wurde 2003 mit Hilfe von Andrea McCormick veröffentlicht. Moodie starb am 17. Mai 2008 im Alter von 99 Jahren.

## Ehrungen
Die D. Aubrey Moodie Intermediate School bekam ihm zu Ehren ihren Namen.

## Schriften
- The Spirit of Nepean. 2003, ISBN 0973335505 (Autobiographie, unter Mitwirkung von Andrea McCormick).